# Ferroplasma acidiphilum
A Ferroplasma acidiphilum a Ferroplasma nem egy faja. Autotróf, acidofil, vas(II)-oxid oxidáló, mezofil szervezet. Sejtfala nincs. Mezofil élőlény hőmérsékleti optimuma körülbelül 35 °C, optimális pH a növekedéséhez 1,7. Általában megtalálható a savas bányameddőkben, elsősorban azokban amelyek piritet (FeS2) tartalmaznak. Továbbá megtalálható az erősen savas bányavízben, ahol más organizmusok, például a Acidithiobacillus  és a Leptospirillum csökkentik a környezet pH-ját, olyan mértékben, hogy az F. acidophilum virágozni tud.
Az energiát vas(II)-oxid oxidálásával szerzi, oxigént használ terminális elektron akceptorként. A folyamat kénsavat termel melléktermékként, ami a környezete további savasodásához vezet. Típustörzse YT.